# Nekkache
Pour les articles homonymes, voir Ka‘ak.
Le kaak nekkache (en arabe : كعك النقّاش ; en kabyle : Lkɛek Uneqqac), ou tout simplement nekkache, est une pâtisserie traditionnelle algérienne, originaire de Béjaïa,.
C'est un gâteau sec en forme d'anneau, fourré à la pâte de datte (appelée ghers) et parfumée à l'eau de fleur d'oranger et au zeste de citron. Le nekkache est également le nom de la pince qui sert à décorer cette pâtisserie.